# Intel Core i3
Intel Core i3 – generacja procesorów Intela oparta na architekturze x86-64, która miała premierę 7 stycznia 2010 roku.

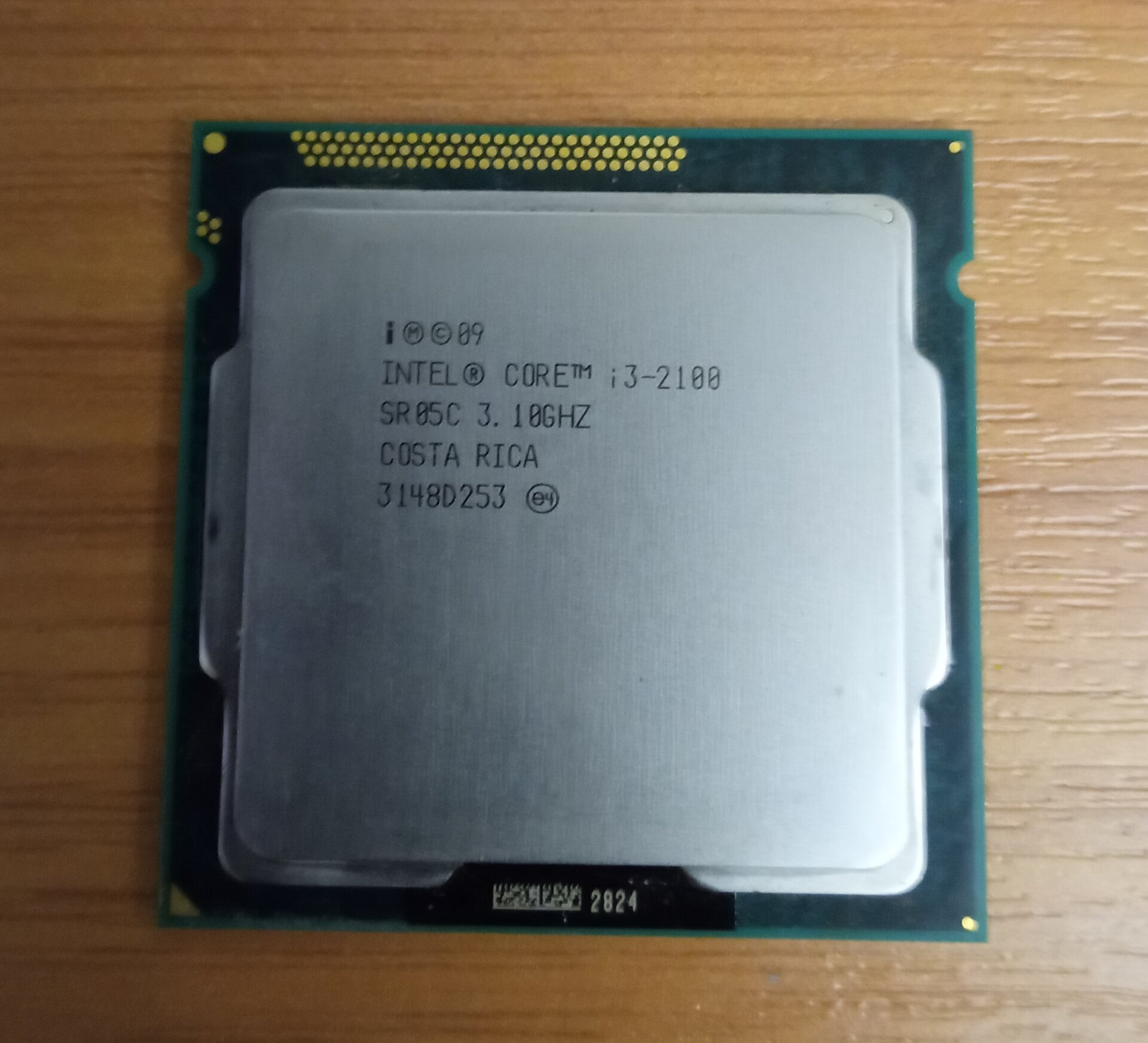
Intel Core i3-2100

Są to pierwsze procesory Intela z wbudowanym układem graficznym (choć został on umieszczony jedynie na tej samej podstawce – fizycznie jest on oddzielnym układem wykonanym w procesie technologicznym 45 nm). Sama część procesorowa to jądro Hillel, produkowana jest ona w wymiarze 32 nm i stanowi oddzielny układ na jednej podstawce. Procesory początkowo miały 2 rdzenie i 4 wątki (od pierwszej do siódmej generacji). Od ósmej generacji w standardzie są cztery rdzenie i cztery wątki. Od dziesiątej generacji w standardzie są cztery rdzenie i osiem wątków. Wersje z literą „F”, np. i3-10105F, nie mają wbudowanego układu graficznego. Wersje z literą „T”, np. i3-10105T, zawierają konfigurowalny tryb TDP-down. Jest to tryb działania procesora, w którym jego zachowanie i wydajność zostają zmodyfikowane przez obniżenie wartości TDP oraz częstotliwości do ustalonych poziomów. Wersje z literą „E”, np. i3-10100E, zaprojektowane są do systemów wbudowanych.
| Zastosowanie | Nazwa kodowa          | Nazwa(lista)    | Cache L3 | Socket   | TDP  | Taktowanie (turbo) | I/O Bus                               |
| ------------ | --------------------- | --------------- | -------- | -------- | ---- | ------------------ | ------------------------------------- |
| Desktop      | Clarkdale (1 gen.)    | Core i3-560     | 4 MB     | LGA 1156 | 73 W | 3,3 GHz            | Direct Media Interface, wbudowane GPU |
| Desktop      | Clarkdale (1 gen.)    | Core i3-550     | 4 MB     | LGA 1156 | 73 W | 3,2 GHz            | Direct Media Interface, wbudowane GPU |
| Desktop      | Clarkdale (1 gen.)    | Core i3-540     | 4 MB     | LGA 1156 | 73 W | 3,0 GHz            | Direct Media Interface, wbudowane GPU |
| Desktop      | Clarkdale (1 gen.)    | Core i3-530     | 4 MB     | LGA 1156 | 73 W | 2,9 GHz            | Direct Media Interface, wbudowane GPU |
| Desktop      | Sandy Bridge (2 gen.) | Core i3-2100    | 3 MB     | LGA 1155 | 65 W | 3,1 GHz            | Direct Media Interface, wbudowane GPU |
| Desktop      | Sandy Bridge (2 gen.) | Core i3-2153    | 3 MB     | LGA 1155 | 65 W | 3,6 GHz            | Direct Media Interface, wbudowane GPU |
| Desktop      | Sandy Bridge (2 gen.) | Core i3-2105    | 3 MB     | LGA 1155 | 65 W | 3,1 GHz            | Direct Media Interface, wbudowane GPU |
| Desktop      | Sandy Bridge (2 gen.) | Core i3-2120    | 3 MB     | LGA 1155 | 65 W | 3,3 GHz            | Direct Media Interface, wbudowane GPU |
| Desktop      | Sandy Bridge (2 gen.) | Core i3-2125    | 3 MB     | LGA 1155 | 65 W | 3,3 GHz            | Direct Media Interface, wbudowane GPU |
| Desktop      | Sandy Bridge (2 gen.) | Core i3-2130    | 3 MB     | LGA 1155 | 65 W | 3,4 GHz            | Direct Media Interface, wbudowane GPU |
| Desktop      | Sandy Bridge (2 gen.) | Core i3-2100T   | 3 MB     | LGA 1155 | 35 W | 2,5 GHz            | Direct Media Interface, wbudowane GPU |
| Desktop      | Sandy Bridge (2 gen.) | Core i3-2120T   | 3 MB     | LGA 1155 | 35 W | 2,6 GHz            | Direct Media Interface, wbudowane GPU |
| Desktop      | Ivy Bridge (3 gen.)   | Core i3-3210    | 3 MB     | LGA 1155 | 55 W | 3,2 GHz            | Direct Media Interface, wbudowane GPU |
| Desktop      | Ivy Bridge (3 gen.)   | Core i3-3220    | 3 MB     | LGA 1155 | 55 W | 3,3 GHz            | Direct Media Interface, wbudowane GPU |
| Desktop      | Ivy Bridge (3 gen.)   | Core i3-3225    | 3 MB     | LGA 1155 | 55 W | 3,3 GHz            | Direct Media Interface, wbudowane GPU |
| Desktop      | Ivy Bridge (3 gen.)   | Core i3-3240    | 3 MB     | LGA 1155 | 55 W | 3,4 GHz            | Direct Media Interface, wbudowane GPU |
| Desktop      | Ivy Bridge (3 gen.)   | Core i3-3245    | 3 MB     | LGA 1155 | 55 W | 3,4 GHz            | Direct Media Interface, wbudowane GPU |
| Desktop      | Ivy Bridge (3 gen.)   | Core i3-3250    | 3 MB     | LGA 1155 | 55 W | 3,5 GHz            | Direct Media Interface, wbudowane GPU |
| Desktop      | Ivy Bridge (3 gen.)   | Core i3-3220T   | 3 MB     | LGA 1155 | 35 W | 2,8 GHz            | Direct Media Interface, wbudowane GPU |
| Desktop      | Ivy Bridge (3 gen.)   | Core i3-3240T   | 3 MB     | LGA 1155 | 35 W | 2,9 GHz            | Direct Media Interface, wbudowane GPU |
| Desktop      | Ivy Bridge (3 gen.)   | Core i3-3250T   | 3 MB     | LGA 1155 | 35 W | 3,0 Ghz            | Direct Media Interface, wbudowane GPU |
| Desktop      | Haswell (4 gen.)      | Core i3-4130    | 3 MB     | LGA 1150 | 54 W | 3,4 GHz            | Direct Media Interface, wbudowane GPU |
| Desktop      | Haswell (4 gen.)      | Core i3-4150    | 3 MB     | LGA 1150 | 54 W | 3,5 GHz            | Direct Media Interface, wbudowane GPU |
| Desktop      | Haswell (4 gen.)      | Core i3-4160    | 3 MB     | LGA 1150 | 54 W | 3,6 GHz            | Direct Media Interface, wbudowane GPU |
| Desktop      | Haswell (4 gen.)      | Core i3-4170    | 3 MB     | LGA 1150 | 54 W | 3,7 GHz            | Direct Media Interface, wbudowane GPU |
| Desktop      | Haswell (4 gen.)      | Core i3-4330    | 4 MB     | LGA 1150 | 54 W | 3,5 GHz            | Direct Media Interface, wbudowane GPU |
| Desktop      | Haswell (4 gen.)      | Core i3-4340    | 4 MB     | LGA 1150 | 54 W | 3,6 GHz            | Direct Media Interface, wbudowane GPU |
| Desktop      | Haswell (4 gen.)      | Core i3-4350    | 4 MB     | LGA 1150 | 54 W | 3,6 GHz            | Direct Media Interface, wbudowane GPU |
| Desktop      | Haswell (4 gen.)      | Core i3-4360    | 4 MB     | LGA 1150 | 54 W | 3,7 GHz            | Direct Media Interface, wbudowane GPU |
| Desktop      | Haswell (4 gen.)      | Core i3-4370    | 4 MB     | LGA 1150 | 54 W | 3,8 GHz            | Direct Media Interface, wbudowane GPU |
| Desktop      | Haswell (4 gen.)      | Core i3-4130T   | 3 MB     | LGA 1150 | 35 W | 2,9 GHz            | Direct Media Interface, wbudowane GPU |
| Desktop      | Haswell (4 gen.)      | Core i3-4150T   | 3 MB     | LGA 1150 | 35 W | 3,0 GHz            | Direct Media Interface, wbudowane GPU |
| Desktop      | Haswell (4 gen.)      | Core i3-4160T   | 3 MB     | LGA 1150 | 35 W | 3,1 GHz            | Direct Media Interface, wbudowane GPU |
| Desktop      | Haswell (4 gen.)      | Core i3-4170T   | 3 MB     | LGA 1150 | 35 W | 3,2 GHz            | Direct Media Interface, wbudowane GPU |
| Desktop      | Haswell (4 gen.)      | Core i3-4330T   | 4 MB     | LGA 1150 | 35 W | 3,0 GHz            | Direct Media Interface, wbudowane GPU |
| Desktop      | Haswell (4 gen.)      | Core i3-4350T   | 4 MB     | LGA 1150 | 35 W | 3,1 GHz            | Direct Media Interface, wbudowane GPU |
| Desktop      | Haswell (4 gen.)      | Core i3-4360T   | 4 MB     | LGA 1150 | 35 W | 3,2 GHz            | Direct Media Interface, wbudowane GPU |
| Desktop      | Haswell (4 gen.)      | Core i3-4370T   | 4 MB     | LGA 1150 | 35 W | 3,3 GHz            | Direct Media Interface, wbudowane GPU |
| Desktop      | Haswell (4 gen.)      | Core i3-4330TE  | 4 MB     | LGA 1150 | 35 W | 2,4 GHz            | Direct Media Interface, wbudowane GPU |
| Desktop      | Haswell (4 gen.)      | Core i3-4340TE  | 4 MB     | LGA 1150 | 35 W | 2,6 GHz            | Direct Media Interface, wbudowane GPU |
| Desktop      | Skylake (6 gen.)      | Core i3-6100    | 3 MB     | LGA 1151 | 51 W | 3,7 GHz            | Direct Media Interface, wbudowane GPU |
| Desktop      | Skylake (6 gen.)      | Core i3-6300    | 4 MB     | LGA 1151 | 51 W | 3,8 GHz            | Direct Media Interface, wbudowane GPU |
| Desktop      | Skylake (6 gen.)      | Core i3-6320    | 4 MB     | LGA 1151 | 51 W | 3,9 GHz            | Direct Media Interface, wbudowane GPU |
| Desktop      | Skylake (6 gen.)      | Core i3-6100T   | 3 MB     | LGA 1151 | 35 W | 3,2 GHz            | Direct Media Interface, wbudowane GPU |
| Desktop      | Skylake (6 gen.)      | Core i3-6300T   | 4 MB     | LGA 1151 | 35 W | 3,3 GHz            | Direct Media Interface, wbudowane GPU |
| Desktop      | Kaby Lake (7 gen.)    | Core i3-7100    | 3 MB     | LGA 1151 | 51 W | 3,9 GHz            | Direct Media Interface, wbudowane GPU |
| Desktop      | Kaby Lake (7 gen.)    | Core i3-7300    | 4 MB     | LGA 1151 | 51 W | 4,0 GHz            | Direct Media Interface, wbudowane GPU |
| Desktop      | Kaby Lake (7 gen.)    | Core i3-7320    | 4 MB     | LGA 1151 | 51 W | 4,1 GHz            | Direct Media Interface, wbudowane GPU |
| Desktop      | Kaby Lake (7 gen.)    | Core i3-7350K   | 4 MB     | LGA 1151 | 60 W | 4,2 GHz            | Direct Media Interface, wbudowane GPU |
| Desktop      | Kaby Lake (7 gen.)    | Core i3-7100T   | 3 MB     | LGA 1151 | 35 W | 3,4 GHz            | Direct Media Interface, wbudowane GPU |
| Desktop      | Kaby Lake (7 gen.)    | Core i3-7300T   | 4 MB     | LGA 1151 | 35 W | 3,5 GHz            | Direct Media Interface, wbudowane GPU |
| Desktop      | Kaby Lake (7 gen.)    | Core i3-7101E   | 3 MB     | LGA 1151 | 54 W | 3,9 GHz            | Direct Media Interface, wbudowane GPU |
| Desktop      | Kaby Lake (7 gen.)    | Core i3-7101TE  | 3 MB     | LGA 1151 | 35 W | 3,4 GHz            | Direct Media Interface, wbudowane GPU |
| Desktop      | Coffee Lake (8 gen.)  | Core i3-8100    | 6 MB     | LGA 1151 | 65 W | 3,6 GHz            | Direct Media Interface, wbudowane GPU |
| Desktop      | Coffee Lake (8 gen.)  | Core i3-8300    | 8 MB     | LGA 1151 | 62 W | 3,7 GHz            | Direct Media Interface, wbudowane GPU |
| Desktop      | Coffee Lake (8 gen.)  | Core i3-8100F   | 6 MB     | LGA 1151 | 65 W | 3,6 GHz            | Direct Media Interface, wbudowane GPU |
| Desktop      | Coffee Lake (8 gen.)  | Core i3-8350K   | 8 MB     | LGA 1151 | 91 W | 4,0 GHz            | Direct Media Interface, wbudowane GPU |
| Desktop      | Coffee Lake (8 gen.)  | Core i3-8100T   | 6 MB     | LGA 1151 | 35 W | 3,1 GHz            | Direct Media Interface, wbudowane GPU |
| Desktop      | Coffee Lake (8 gen.)  | Core i3-8300T   | 8 MB     | LGA 1151 | 35 W | 3,2 GHz            | Direct Media Interface, wbudowane GPU |
| Desktop      | Coffee Lake (9 gen.)  | Core i3-9100    | 6 MB     | LGA 1151 | 65 W | 3,6 GHz            | Direct Media Interface, wbudowane GPU |
| Desktop      | Coffee Lake (9 gen.)  | Core i3-9300    | 8 MB     | LGA 1151 | 65 W | 3,7 GHz            | Direct Media Interface, wbudowane GPU |
| Desktop      | Coffee Lake (9 gen.)  | Core i3-9320    | 8 MB     | LGA 1151 | 62 W | 3,7 GHz            | Direct Media Interface, wbudowane GPU |
| Desktop      | Coffee Lake (9 gen.)  | Core i3-9100F   | 6 MB     | LGA 1151 | 65 W | 3,6 GHz            | Direct Media Interface, wbudowane GPU |
| Desktop      | Coffee Lake (9 gen.)  | Core i3-9350K   | 8 MB     | LGA 1151 | 91 W | 4,0 GHz            | Direct Media Interface, wbudowane GPU |
| Desktop      | Coffee Lake (9 gen.)  | Core i3-9100T   | 6 MB     | LGA 1151 | 35 W | 3,1 GHz            | Direct Media Interface, wbudowane GPU |
| Desktop      | Coffee Lake (9 gen.)  | Core i3-9300T   | 8 MB     | LGA 1151 | 35 W | 3,2 GHz            | Direct Media Interface, wbudowane GPU |
| Desktop      | Coffee Lake (9 gen.)  | Core i3-9100E   | 6 MB     | LGA 1151 | 65 W | 3,1 GHz            | Direct Media Interface, wbudowane GPU |
| Desktop      | Coffee Lake (9 gen.)  | Core i3-9350KF  | 8 MB     | LGA 1151 | 91 W | 4 GHz              | Direct Media Interface, wbudowane GPU |
| Desktop      | Coffee Lake (9 gen.)  | Core i3-9100TE  | 6 MB     | LGA 1151 | 35 W | 2,2 GHz            | Direct Media Interface, wbudowane GPU |
| Desktop      | Comet Lake (10 gen.)  | Core i3-10100   | 6 MB     | LGA 1200 | 65 W | 3,6 GHz            | Direct Media Interface, wbudowane GPU |
| Desktop      | Comet Lake (10 gen.)  | Core i3-10105   | 6 MB     | LGA 1200 | 65 W | 3,7 (4,4) GHz      | Direct Media Interface, wbudowane GPU |
| Desktop      | Comet Lake (10 gen.)  | Core i3-10300   | 8 MB     | LGA 1200 | 65 W | 3,7 GHz            | Direct Media Interface, wbudowane GPU |
| Desktop      | Comet Lake (10 gen.)  | Core i3-10320   | 8 MB     | LGA 1200 | 65 W | 3,8 GHz            | Direct Media Interface, wbudowane GPU |
| Desktop      | Comet Lake (10 gen.)  | Core i3-10100F  | 6 MB     | LGA 1200 | 65 W | 3,6 GHz            | Direct Media Interface, wbudowane GPU |
| Desktop      | Comet Lake (10 gen.)  | Core i3-10105F  | 6 MB     | LGA 1200 | 65 W | 3,7 (4,4) GHz      | Direct Media Interface, wbudowane GPU |
| Desktop      | Comet Lake (10 gen.)  | Core i3-10100T  | 6 MB     | LGA 1200 | 35 W | 3,0 GHz            | Direct Media Interface, wbudowane GPU |
| Desktop      | Comet Lake (10 gen.)  | Core i3-10105T  | 6 MB     | LGA 1200 | 35 W | 3,0 (3,9) GHz      | Direct Media Interface, wbudowane GPU |
| Desktop      | Comet Lake (10 gen.)  | Core i3-10300T  | 8 MB     | LGA 1200 | 35 W | 3,0 GHz            | Direct Media Interface, wbudowane GPU |
| Desktop      | Comet Lake (10 gen.)  | Core i3-10100E  | 6 MB     | LGA 1200 | 65 W | 3,2 GHz            | Direct Media Interface, wbudowane GPU |
| Desktop      | Comet Lake (10 gen.)  | Core i3-10100TE | 6 MB     | LGA 1200 | 35 W | 2,3 GHz            | Direct Media Interface, wbudowane GPU |
| Desktop      | Alder lake (12 gen.)  | Core i3-12100   | 12 MB    | LGA 1700 | 89 W | 3,3 GHz (4,3 GHz)  | Direct Media Interface, wbudowane GPU |
| Desktop      | Alder lake (12 gen.)  | Core i3-12300   | 12 MB    | LGA 1700 | 89 W | 3,5 GHz (4,4 GHz)  | Direct Media Interface, wbudowane GPU |
| Desktop      | Alder lake (12 gen.)  | Core i3-12100F  | 12 MB    | LGA 1700 | 89 W | 3,3 GHz (4,3 GHz)  | Direct Media Interface, wbudowane GPU |
| Desktop      | Alder lake (12 gen.)  | Core i3-12100T  | 12 MB    | LGA 1700 | 69 W | 2,2 GHz (4,1 GHz)  | Direct Media Interface, wbudowane GPU |
| Desktop      | Alder lake (12 gen.)  | Core i3-12300T  | 12 MB    | LGA 1700 | 69 W | 2,3 GHz (4,2 GHz)  | Direct Media Interface, wbudowane GPU |
| Desktop      | Alder lake (12 gen.)  | Core i3-12100E  | 12 MB    | LGA 1700 | 60 W | 3,2 GHz (4,2 GHz)  | Direct Media Interface, wbudowane GPU |
| Desktop      | Alder lake (12 gen.)  | Core i3-12100TE | 12 MB    | LGA 1700 | 35 W | 2,1 GHz (4,0 GHz)  | Direct Media Interface, wbudowane GPU |

Pierwszy procesor z tej serii to Intel Core i3-530. Jego konstrukcja bazuje na rdzeniu Clarkdale. Rdzenie są taktowane zegarem 2926 MHz, a układ graficzny 733 MHz. Pracuje na podstawce LGA1156 i działa na płytach z chipsetem Intel P55 oraz starszymi, na których działa Intel Core i5. Można skorzystać w pełni z wbudowanego GPU tylko na płytach działających na chipsetach H55, H57, Q57, ponieważ te płyty mają potrzebne wyjścia HDMI i DVI. Nowe Core i3 posiadają zintegrowany dwukanałowy kontroler pamięci DDR3, który obsługuje pamięci o maksymalnym zegarze 1333 MHz. Intel Core i3-530 jest zbliżony wydajnością do procesorów starszej technologii Intel Core 2 Quad.
Core i3-540 ma podobne parametry, jednak jego rdzenie są taktowane zegarem 3060 MHz.